# Peggy Hayama
Peggy Hayama  (ペギー葉山?, Pegī Hayama), pseudonimo di Shigeko Mori (森 繁子?, Mori Shigeko; Tokyo, 9 dicembre 1933 – Tokyo, 12 aprile 2017), è stata una cantante e personaggio televisivo giapponese.

## Biografia
Nata a Tokyo come Mori Shigeko, Peggy Hayama iniziò la carriera di cantante jazz esibendosi presso un campo militare dell'esercito statunitense mentre frequentava la scuola superiore femminile di Aoyama. Nel 1952 fece il suo debutto da professionista, diventando in poco tempo una delle più famose cantanti della sua generazione. Nota principalmente per l'interpretazione dei brani Nangoku Tosa o atonishite, Gausei jidai e della versione giapponese di Do-Re-Mi (tratto dal musical The Sound of Music), dal 2007 al 2010 fu presidente della Japanese Singer Association, prima donna a ricoprire tale ruolo. Nel 1954 partecipò per la prima volta al popolare programma di fine anno della NHK Kōhaku uta gassen.
Nel 1965 sposò l'attore Jun Negami, con cui rimase sposata fino alla morte di quest'ultimo nel 2005. Peggy Hayama morì a Tokyo nel 2017 a causa di una polmonite, all'età di 83 anni.